# Tambaroter
Tambaroter is een geslacht van uitgestorven ostodolepide Microsauria uit het Vroeg-Perm van Duitsland. De typesoort Tambaroter carrolli werd in 2011 benoemd. Tambaroter is bekend van een enkele schedel gevonden in de Tambach-formatie, de onderste eenheid van de Boven-Rotliegend. Het is de enige gewervelde die is gevonden buiten de Bromacker-steengroeve, de meest productieve vindplaats van de formatie. Het is ook het eerste ostodolepide dat van buiten Noord-Amerika bekend is.
De typesoort Tambaroter carrolli werd in 2011 benoemd door Amy Henrici e.a. De geslachtsnaam verwijst naar de Tambaformatie en verbindt de naam daarvan met het Grieks aroter, 'ploeger', een meer voorkomend achtervoegsel in de namen van Microsauria. De soortaanduiding eert Robert L. Carroll.
Het holotype is MNG 14708, een schedel met onderkaken in het voorjaar van 2008 ontdekt door Thomas Martens bij Tambach-Dietharz.
Tambaroter verschilt in twee kenmerken van verwanten. Het schedeldak achter de oogkas is langer dan het gedeelte vóór de oogkas. De gehele achterrand van de oogkas wordt gevormd door het postorbitale.
De schedel is zoals bewaard 30,5 millimeter lang. Net als andere ostodolepiden heeft Tambaroter een spitse snuit, vooral in zijaanzicht met de punt boven het neusgat en in een rechte lijn schuin naar achteren en beneden teruglopend. Dit is wellicht een aanpassing aan een gravende levenswijze. Het bovenprofiel is licht bol. De oogkas is groot en staat laag. Botten in het wanggebied zijn naar boven ingesprongen, waardoor er een grote opening in de onderkant van de achterkant van de schedel overblijft. Tambaroter en andere ostodolepiden hebben prominente uitsteeksels aan de achterkant van de onderkaak, retro-articulaire uitsteeksels genaamd, die bij andere microsauriërs niet zo goed zijn ontwikkeld. Ze dienen om de muil te openen.